# Paphiopedilum hookerae
Paphiopedilum hookerae är en orkidéart som först beskrevs av Heinrich Gustav Reichenbach, och fick sitt nu gällande namn av Stein. Paphiopedilum hookerae ingår i släktet Paphiopedilum och familjen orkidéer.

## Underarter
Arten delas in i följande underarter:
- P. h. hookerae
- P. h. volonteanum

## Bildgalleri

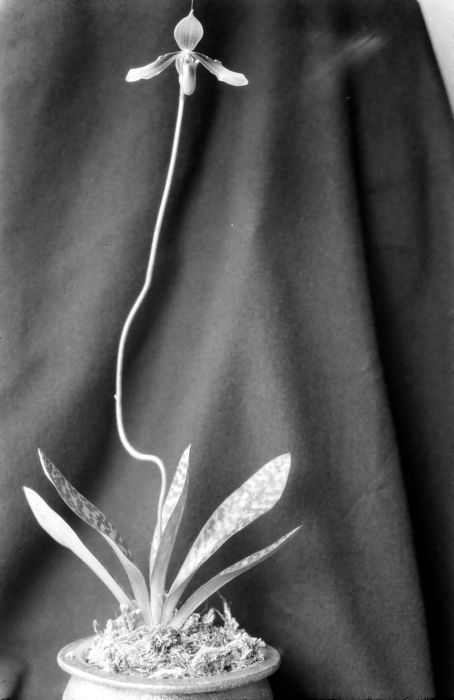
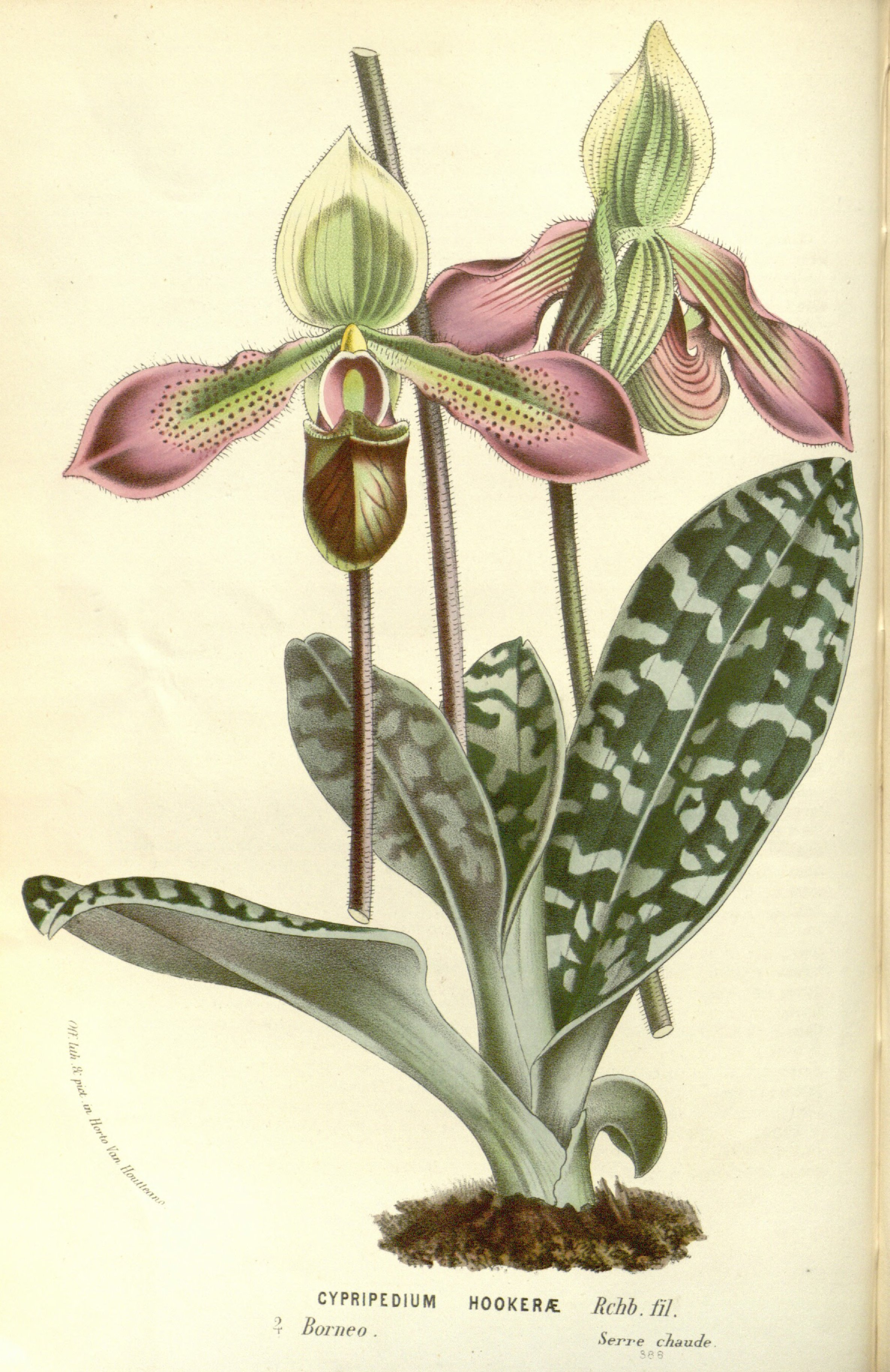
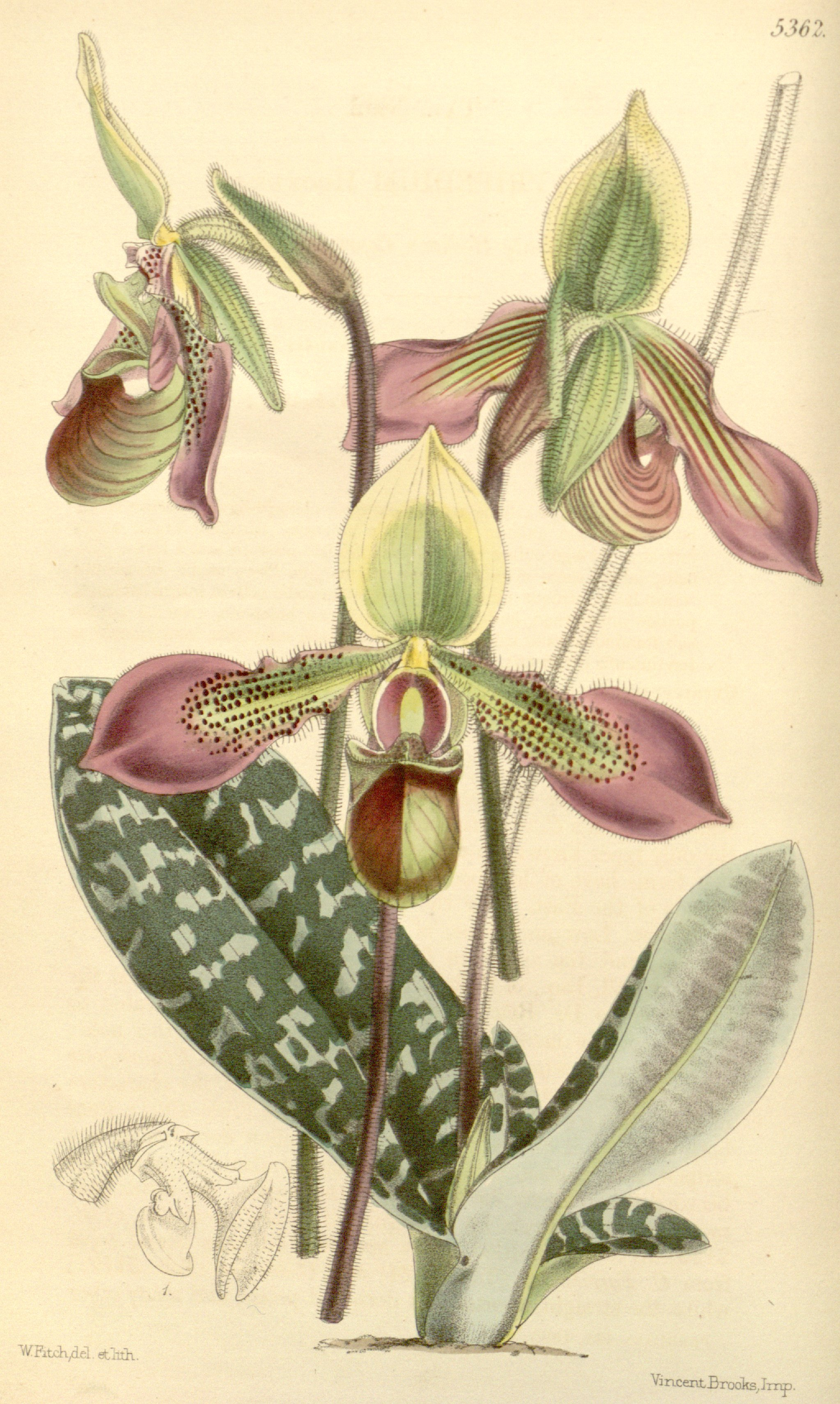
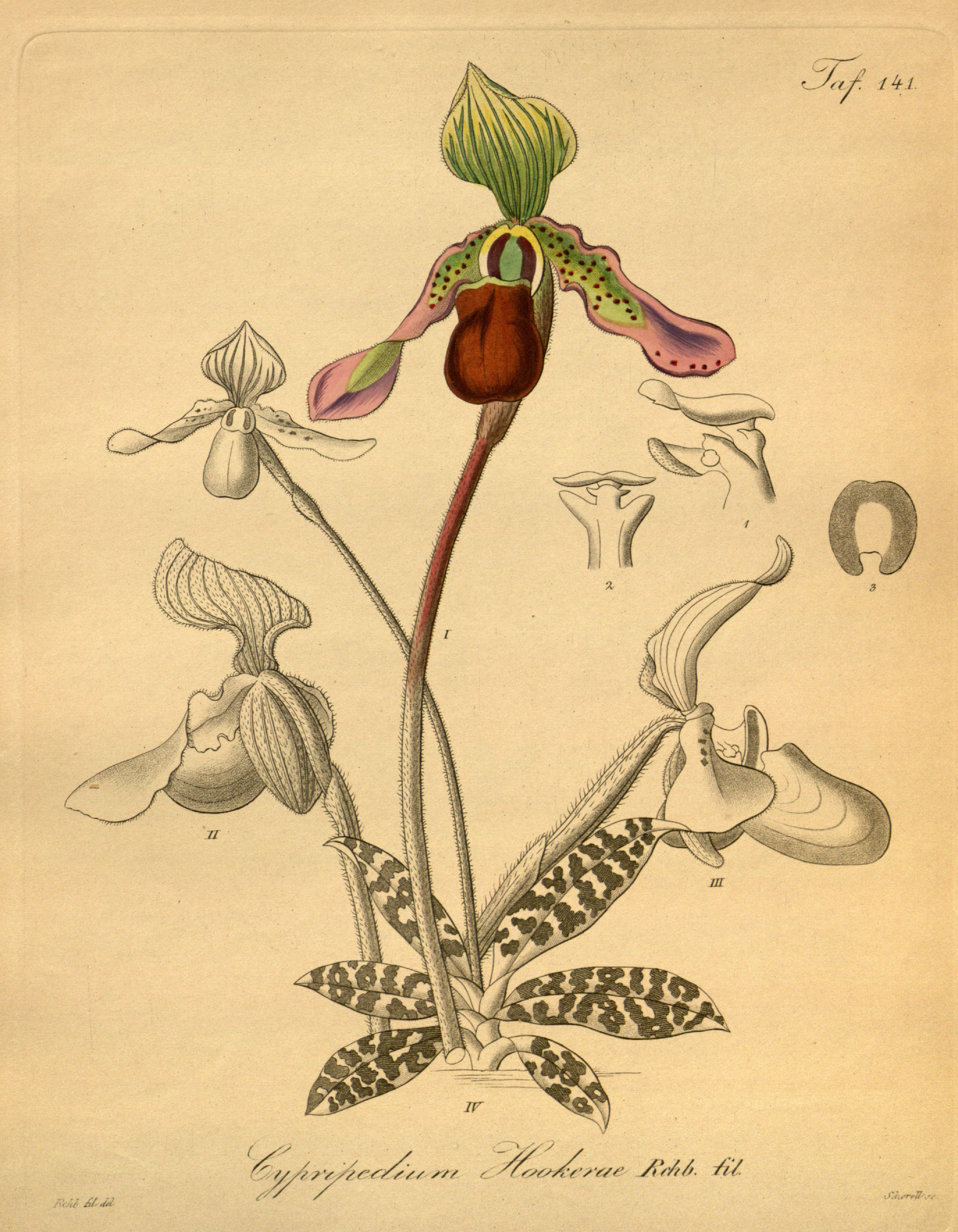